# Lynne Brown

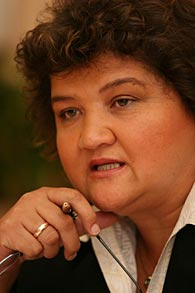
Lynne Brown

Lynne Brown (* 26. September 1961 in Kapstadt) ist eine südafrikanische Politikerin des African National Congress.

## Leben
Brown war vom 25. Juli 2008 bis 6. Mai 2009 als Nachfolgerin von Ebrahim Rasool Ministerpräsidentin der südafrikanischen Provinz Westkap. Brown war seit Mai 2014 in der Regierung von Jacob Zuma als Nachfolgerin von Malusi Gigaba Ministerin für die staatlichen Unternehmen (Minister of Public Enterprises) in Südafrika.